# Лидов, Александр Павлович
Ли́дов, Алекса́ндр Па́влович (30 июня (12 июля) 1853, Смоленская губерния — 11 августа 1919, Харьков) — русский химик-технолог.

## Биография
Родился в селе Ёдкино (Иоткино) Бельского уезда Смоленской губернии в 1853 году, 29 июня или 30 июня, в дворянской семье (сын штабс-ротмистра).
Окончив в 1870 году 2-ю Московскую гимназию, поступил на естественное отделение физико-математического факультета Московского университета; со 2-го курса перешёл в Санкт-Петербургский технологический институт на химическое отделение. Окончив его в 1877 году, получил место инспектора и преподавателя физики и химии в частном низшем техническом училище Мальцева в селе Людиново Калужской губернии. С 1879 по 1889 годы занимал должность химика (часть времени — также должность заведующего) на организованном им же небольшом химическом заводе при мануфактуре А. И. Баранова в Александровском уезде Владимирской губернии.
Затем перешёл на должность адъюнкт-профессора (с 1902 — ординарный профессор) химической технологии в Харьковском технологическом институте. Основатель кафедры химической технологии (впоследствии она стала факультетом технологии органических веществ Национального технического университета «Харьковский политехнический институт»).
С 1 января 1909 года — действительный статский советник.
Расстрелян большевиками в Харькове 11 августа 1919 года.

## Награды
Ордена Св. Станислава 2-й ст. (1896), Св. Анны 2-й ст. (1900), Св. Владимира 4-й ст. (1903).

## Научная деятельность
Наиболее значительные работы А. П. Лидова:
- Способ электролитического беления и приготовления гипохлоритов, разработанный им в 1880—1883 годах совместно с В. А. Тихомировым. Образцы беления и вышеуказанных солей были в числе первых, экспонированных на Московской промышленной выставке 1882 года и Всемирной Венской выставке 1883 года;
- Изучение элаидиновой реакции;
- Выработка метода непосредственного весового определения газообразного азота в газовых смесях и исследование инертной части воздуха;
- Новый приём весового определения плотности газов;
- Ряд публикаций о существовании нескольких инертных газов, содержащих углерод, азот и водород в скрытой, не определяемой обычными приёмами анализа, газообразной форме; в подтверждение существования в природе такого рода сложных по составу инертных газов было произведено исследование рудничных газов каменноугольных шахт.

Большая часть химических работ Лидова опубликована в «Журнале Русского физико-химического общества». Он также активно публиковал статьи технического содержания в технической периодике: «Техническом сборнике», «Известиях Южно-Русского общества технологов», «Вестнике жировых веществ», «Нефтяном деле» и др., включая иностранные журналы. Был автором Энциклопедического словаря Брокгауза и Ефрона (более 30 статей по технологии красок и крашения). Издал ряд книг по химической технологии:
- «Химическая технология волокнистых веществ» (об их белении, крашении и ситцепечатании, 1893) — первое научно-практическое руководство по этой теме в Российской империи. Второе издание вышло в издаваемой Д. И. Менделеевым серии «Библиотека промышленных знаний» в 1900 году;
- «Естественные органические краски» (СПб., 1901, под ред. Д. И. Менделеева);
- «Руководство к химическому исследованию жиров и восков» (Харьков, 1894);
- «Смолы и эфирные масла» (Москва, 1898);
- «О получении трудно сгорающих углеродистых газов» (Харьков, 1900);
- «Введение в химическую технологию» (Харьков, 1903);
- «Сточные воды отбельных, красильных и ситцепечатных фабрик, их очистка и обезвреживание» (Харьков, 1905);
- «Анализ газов» (1906; 2-е посмертное изд.: Л., 1928);
- «Анализ воды» (1907);
- «Краткий курс газового производства» (1911);
- «Об оксанах, аналогах углекислоты» (1914).

Выполнил также переводы зарубежных книг по этой тематике: Садтлер, «Руководство к технической органической химии» (СПб., 1904) и Ванклин, «Химия каменноугольно-газового производства» (Москва, 1895).

## Семья
Приёмный сын — Пётр Александрович Лидов (советский военный корреспондент, автор первого очерка о Зое Космодемьянской), до подросткового возраста жил в приюте и колонии для подкидышей, был усыновлён А. П. Лидовым и его женой Верой Михайловной после смерти их родного сына.